# Саване (церковь)
Церковь Святого Георгия в Саване (груз. სავანის წმინდა გიორგის ეკლესია) — грузинская православная церковь XI века в западном грузинском регионе Имеретия. Однонефная базилика, построенная в 1046 году, имеет гармоничные пропорции, орнаментированный иконостас и изысканные декоративные детали каменной кладки на фасадах. В 2007 году церковь была включена в список недвижимых культурных памятников национального значения Грузии.

## История
Церковь Саване стоит на холме на левом берегу реки Квирила (приток Риони) в центре одноимённого села Сачхерского муниципалитета, Имеретии. Князь Вахушти в «Житии Грузии», написанном в 1745 году, ошибочно утверждает, что церковь с её иконостасом была высечена из единой скалы. Затем эту ошибку повторил Марий Броссе, который опирался на информацию, предоставленную Дмитрием Мегвинет-Ухуцеси. В 1920 году церковь была детально изучена грузинским историком Эквтиме Такаишвили.

## Описание
Церковь Саване, посвящённая святому Георгию, представляет собой однонефную базилику, выполненную из аккуратно высеченных желтоватых камней. Строение прямоугольный в плане, размером 15,9×14,5 м, включая крыльцо. Внутреннее пространство перекрыто цилиндрическим сводом на четырёх опорных арках. В главной апсиде справа и слева две высоких глубоких ниши, которые представляют собой жертвенник и диаконикон. В северной стене церкви в конце иконостаса есть ещё одно арочное углубление.
Иконостас представляет собой высокую конструкцию с зубчатым карнизом и разделён на две отдельные части. Нижняя часть ранее имела форму компактной стенки, сделанной из плит обтёсанного камня, с царскими вратами посередине, но позднее дверные проёмы были сделаны также с севера и с юга. Верхняя часть, выполненная из стукко, состоит из трёх арок с пятилистниками, опирающихся на четыре резные колонны. Изнутри стены церкви Саване отштукатурены, нет никаких следов росписи. У церкви пять окон: по одному с востока и с запада, и три с юга. Двери выходят на запад и на юг. Позднее, не ранее XIV—XV века, к южной двери было пристроено крыльцо со сложными полуколоннами, расположенными вплотную друг к другу, с резными капителями и основаниями. Вероятно, ещё позднее, с востока и запада от крыльца были пристроены отдельные комнаты.
Фасады церкви богато украшены. Декор включает в себя резные зубчатые карнизы, оконные и дверные наличники, украшенные резьбой, и резные тимпаны. Южный фасад частично изменён последующим добавлением крыльца с боковыми комнатами. Над крыльцом небольшая колокольня, построенная в XIX веке.

### Надписи
На стенах высечено несколько надписей. Надпись на южном фасаде слева от окна под архивом утверждает, что Георгий, эриставт-эристави, построил церковь с помощью общины села Саване. Другая надпись на западном тимпане подтверждает, что церковь Саване была построена Георгием в 1046 году, во времена правления грузинского царя Баграта IV (1027—1072).